# Франкоканадцы

Флёр-де-лис, символ франкоканадцев.

Франкокана́дцы (фр. Canadiens français) — одна из двух основных культурно-языковых групп современной Канады численностью около 8 миллионов человек (около четверти населения страны). Происходят от 5 000 мужчин и 1 500 женщин, которые переселились из Франции в Канаду до захвата последней Британией в 1760 году. Франкоканадцы распадаются на несколько культурно-языковых подгрупп, только одна из которых — квебекцы — преобладает в составе провинции Квебек. В остальных регионах, как и в целом в Канаде, большинство населения составляют англоканадцы. Большинство франкоканадцев исповедует католичество, родным для большинства из них является французский язык, официальный статус которого на федеральном уровне закреплён на территории всей Канады. История франкоканадцев как этноса насчитывает более 400 лет, наполненных борьбой за выживание в условиях ассимиляции и довольно жёсткой дискриминации.

## История

### Новая Франция в 1540—1760 годах
Начало формирования франкоканадского этноса было положено французской колонизацией Северной Америки, начавшейся ещё в конце XVI века. Колыбелью Новой Франции стала долина реки Святого Лаврентия, где сформировалась система синьорий и началась французская колонизация. По указу короля в Новой Франции разрешалось селиться только католикам, поэтому в 1600—1700 годах население колонии росло крайне медленно, что также объяснялось суровым климатом. Французские протестанты — гугеноты — вынуждены были селиться в британских владениях, где быстро ассимилировались.
Некоторое оживление во французской Канаде наметилось на рубеже XVIII века, в том числе и благодаря значительной метисации французских поселенцев с индейскими женщинами. В 1617 году в Квебек прибыла первая женщина из Франции. Дочери короля, прибывшие в Канаду из Франции после особого королевского указа, также сыграли огромную роль в формировании полноценного генофонда франкоканадского этноса.
В 1630-х годах французские колонисты начали осваивать территории за пределами крепости Квебека. Pождаемость, стимулируемая католической церковью, возросла многократно, приближаясь к 60‰, и к 1750-м годам в Канаде проживало около 65 000 франкоканадцев. Население города Квебека превзошо 9 000 человек, Монреаля — 5 000. Франкоканадцы стали, вероятно, самым плодовитым европеоидным этносом, который когда-либо существовал на Земле. Согласно статистике, их численность за два с половиной столетия увеличилась с 60 тыс. до 7 млн (а считая эмигрантов в США и их потомков — до 12 млн) только за счёт естественного прироста.
Французская колониальная администрация уделяла очень большое внимание демографической статистике колонии: с 1666 по 1760 годы в Квебеке прошло 36 переписей населения, давших подробную картину начала его демографической истории. Напротив, англо-американские войска, захватившие Квебек в 1760 году, мало интересовались демографической статистикой франкоканадцев: с 1760 по 1790 годы британские военные переписывали лишь населения городов Монреаль и Квебек, игнорируя все сельские поселения. Лишь после 1831 года  демографический учёт населения Квебека вновь приобрёл системный всеохватывающий характер.

## Акадия
Во многом сходной, но более трагичной оказалась судьба другой группы французских поселенцев — акадийцев, поселенцев в Акадии (современные Новая Шотландия и Нью-Брансуик). Там к 1713 году численность франкоязычного населения достигла 10 тыс. человек. Однако около 75 % из них были изгнаны британцами и поселились в Луизиане, их дома были сожжены или розданы английским и немецким колонистам. В Луизиане их потомки составили основу каджунов и креолов. В Канаде уцелела лишь небольшая группа акадийцев в северных заболоченных районах провинции Нью-Брансуик, где они в настоящее время составляют 33 % населения (порядка 235 тыс. человек).

### Британская оккупация и дискриминация
Колониальное соперничество в Америке между Англией и Францией, а также численное превосходство британских колоний привели к падению французского режима и британской оккупации Канады. Сначала оккупированной оказалась Акадия, а вслед за ней — и Квебек. Французские поселенцы оказались в трудном положении: колонию покинули французские войска и администрация, оставив крестьян и католическое духовенство, взявшее на себя роль блюстителей нации. Франкоканадское население оказалось на дне социальной лестницы, так как все более или менее значимые должности были захвачены англичанами, делавшими всё возможное для ассимиляции франкофонов. Многочисленные проявления расизма и дискриминации, особенно языковой, стали обычными явлениями. Несмотря на многочисленные обещания, в том числе и официальные документы, гарантирующие использование французского, его вытеснение продолжалось. Британское правительство стимулировало и иммиграцию англофонов-лоялистов из США и Британии.
К 1850 году численность англофонов сравнялась с числом франкоканадцев, а затем и превзошла её. Англофоны преобладали в Верхней Канаде (современная провинция Онтарио), а франкофоны — в Нижней Канаде (современная провинция Квебек). Англофоны делали всё возможное, чтобы не допустить формирования франкоканадского поселения на территории других провинций, особенно на западе страны. Так, в провинции Манитоба развернулась кровавая борьба за вытеснение франко-индейских метисов белыми колонистами из Онтарио. Героическое Восстание на Ред-Ривер, возглавляемое Луи Риелем, было подавлено, а он сам казнён, несмотря на протесты Квебека. В англоязычной Канаде большой популярностью пользовался и Ку-Клукс-Клан. Тем временем, в конце XIX — начале XX века начали вводиться меры по запрету на употребление французского в образовательных учреждениях страны, в том числе печально знаменитая Семнадцатая поправка, запретившая французский в школах Онтарио.

## Эмиграция в США
Несмотря на тяжёлые условия во время британской оккупации, франкоканадцы продолжали оберегать свою культуру и язык от исчезновения. La survivance (выживание) стало смыслом существования франкоканадского этноса, особенно в Квебеке. Даже в Манитобе продолжали сохраняться очаги франкоканадского поселения (в частности, современный Сен-Бонифас в пригороде Виннипега).
В самом Квебеке число франкоканадцев росло быстрыми темпами, и во все времена они составляли свыше 75 % населения. Однако вскоре в долине реки Святого Лаврентия начала ощущаться нехватка земли, а в других провинциях к франкоканадцам были враждебно настроены местные власти. Оставался только один выход — эмиграция в США, где к тому времени началось стремительное развитие промышленности, особенно — в Новую Англию. В 1860—1940 годах свыше 900 тыс. человек эмигрировало в США, хотя от четверти до одной трети из них впоследствии вернулось обратно.
Кроме этого, значительная часть франкоканадцев, мигрирующих из долины р. Св. Лаврентия, осела в приграничном с США квебекском регионе Эстри (Восточные Кантоны), где франкоканадцы не только не ассимилировалась, но и постепенно оттеснили местное англоязычное население на периферию социальной и культурной жизни региона.

## Тихая революция
С конца 1960-х франкоканадцы, особенно квебекцы, пережили цепь политических и экономических трансформаций, которые превратили их в современный народ с официально признанным языком и культурой. Монополия англо-квебекцев и американцев постепенно сошла на нет.

## Субэтнические группы франкоканадцев
- Франкоонтарийцы — около 7 % их общего числа, 500 тыс. человек, 4,5 % населения Онтарио.
- Квебекцы — около 85 % их общего числа, свыше 6 млн человек, 81,5 % населения Квебека.
- Акадийцы — около 3 % их общего числа, около 235 тыс. человек, 33,2 % населения Нью-Брансуика.

А также:
- Франкоальбертцы
- Франкоманитобцы
- Франко-юконцы
- Франко-колумбийцы
- Франсаскуа
- Франко-северяне
- Франко-инуиты
- Франко-эдуардцы
- Франко-ньюфаундлендцы

## Стремление к независимости
В 1960-х—1970-х гг. леворадикальный Фронт освобождения Квебека вел вооружённую борьбу за национальное освобождение франкоканадского населения Квебека.
Общественно-политические движения дважды выносили вопрос о независимости Квебека на референдум, но оба раза проигрывали его (в последний раз, однако, против независимости высказалось всего 50,3 %, а за — 49,7 % (в том числе 60 % самих франкоязычных квебекцев)). В настоящее время по-прежнему около 40 % населения поддерживает идею независимого Квебека.

## Демография
Наибольшее число франкоканадцев проживают в провинции Квебек.
| Канада | 6 970 405 | 22,3% | 7 298 180 | 22,0% | 7 463 665 | 23,9% | 7 892 195 | 23,8% | 18,2% | 18,3% |
| Квебек | 5 957 865 | 80,1% | 6 231 600 | 79,7% | 6 465 000 | 86,9% | 6 801 890 | 87,0% | 42,3% | 44,6% |

За пределами Квебека большое количество франкофонов проживает в следующих городах: 
- Оттава (122,665),
- Садбери (45,420),
- Торонто (34,900),
- Виннипег (26,855),
- Монктон (20,425)
- Тимминс (17,390).[источник не указан 2975 дней]

Во всех перечисленных городах франкофоны составляют меньшинство. В то же время, в ряде городов англоязычных провинций, таких, как Эдмундстон и Кларенс-Рокленд, франкофоны составляют большинство, хотя в абсолютном исчислении их количество невелико.

## Знаменитые франкоканадцы
- Пьер Элиот Трюдо — премьер-министр Канады.
- Джастин Трюдо — премьер-министр Канады, сын Пьера Трюдо.
- Селин Дион — певица.
- Джим Керри — актёр и комик.
- Даниэль Лавуа — композитор, автор и исполнитель песен, актер.
- Люк Пламондон — поэт.
- Жиль Виньо — автор и исполнитель песен, поэт и книгоиздатель.
- Гастон Мирон — поэт, публицист и издатель.
- Гару — певец, актер.
- Брюно Пельтье — певец.
- Феликс Леклер — квебекский писатель, композитор, исполнитель своих песен.
- Милен Фармер — певица (гражданка Франции, родилась в Канаде)
- Жак Вильнёв — автогонщик, чемпион Формулы-1 и Индикар.
- Жиль Вильнёв — автогонщик Формулы-1, отец Жака Вильнёва.
- Алекс Билодо — фристайлист, двукратный олимпийский чемпион.
- Жан-Филипп Легеллек — известный биатлонист.
- Мириам Бедар — биатлонистка, двукратная олимпийская чемпионка, чемпионка мира.
- Аврил Лавин — рок-певица (франко-канадка по отцу).
- Рой Дюпюи — актёр.
- Эмиль Неллиган — поэт.
- Морис Ришар — хоккеист.
- Патрик Руа — хоккеист.
- Мартин Бродо — хоккеист.
- Ги Лафлёр — хоккеист
- Марио Лемьё — хоккеист.
- Клод Лемьё — хоккеист.
- Симон Ганье - хоккеист.
- Боб Хартли - хоккейный тренер.
- Жордж Сент-Пьер — участник боёв по смешанным правилам (ММА), бывший чемпион UFC в полусреднем весе.
- Ги Лалиберте — основатель и руководитель компании Cirque du Soleil (Цирк Солнца)
- Робер Лепаж — режиссёр театра и кино, актер, сценарист и драматург
- Ксавье Долан — актер, режиссёр, сценарист, продюсер, художник.
- Марис Уэлле — модель, профессиональный рестлер (известна по выступлениям в WWE).
- Дени Вильнёв — режиссер, сценарист, актер, монтажер, оператор.
- Джек Керуак — американский писатель, поэт.

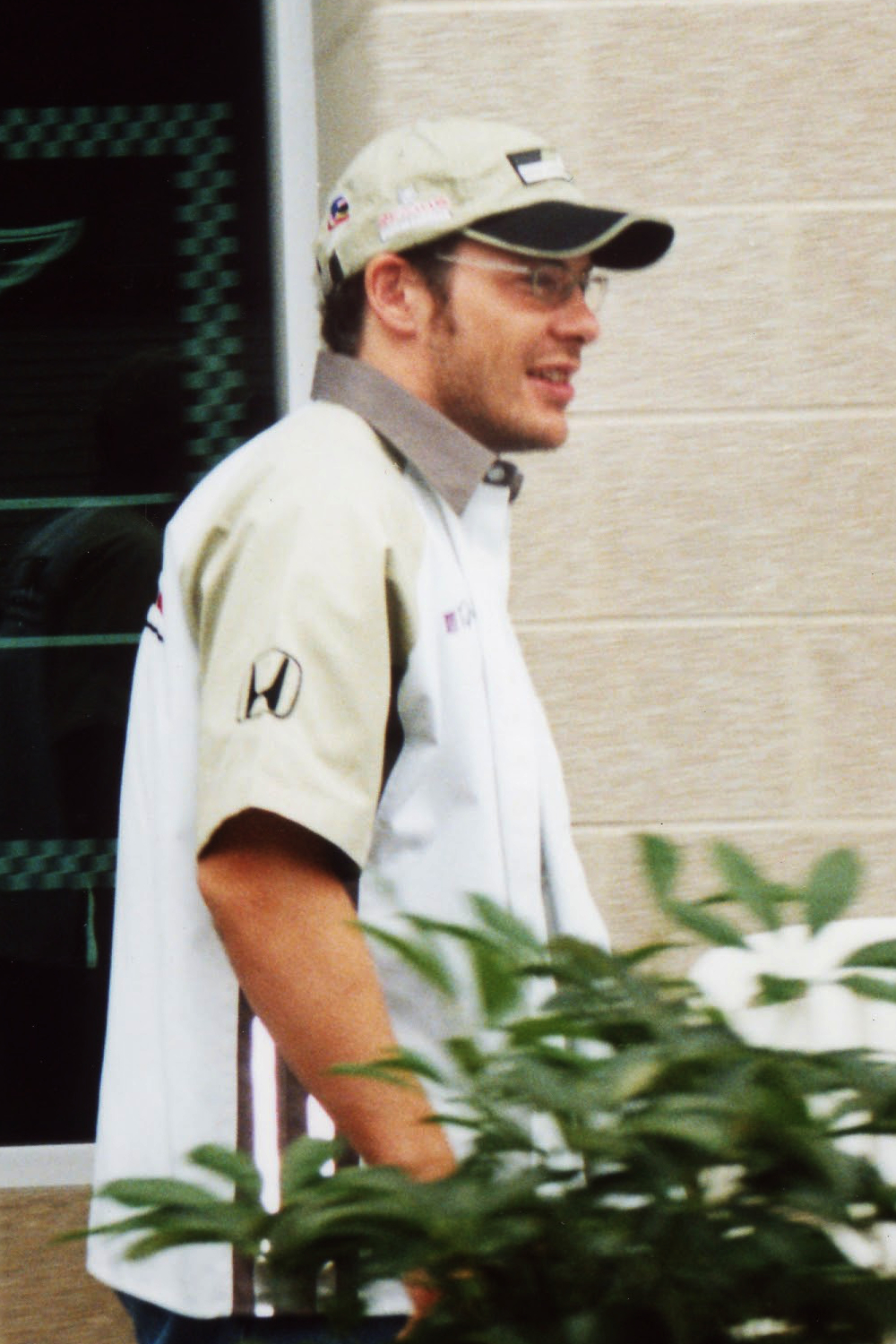
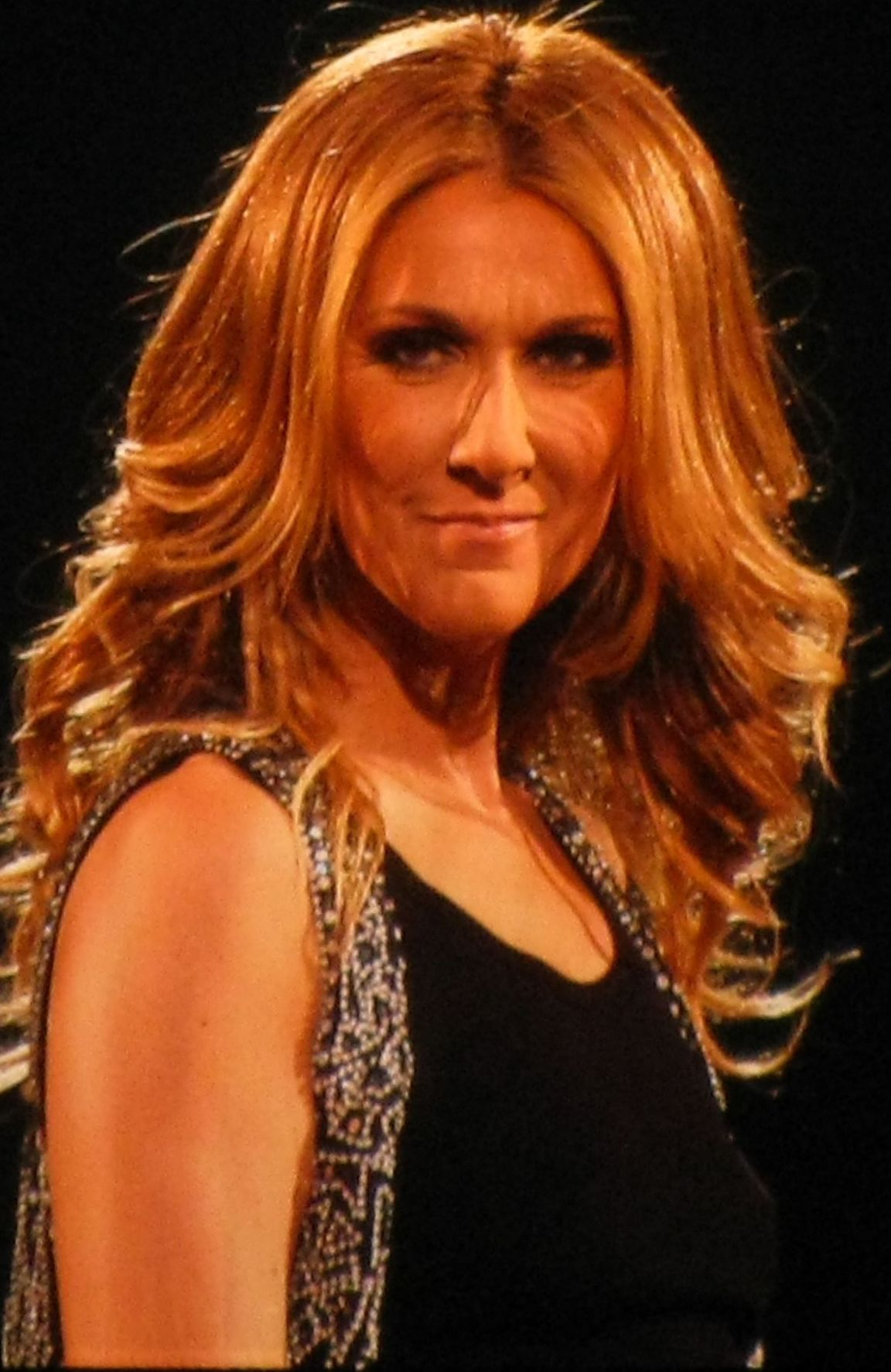
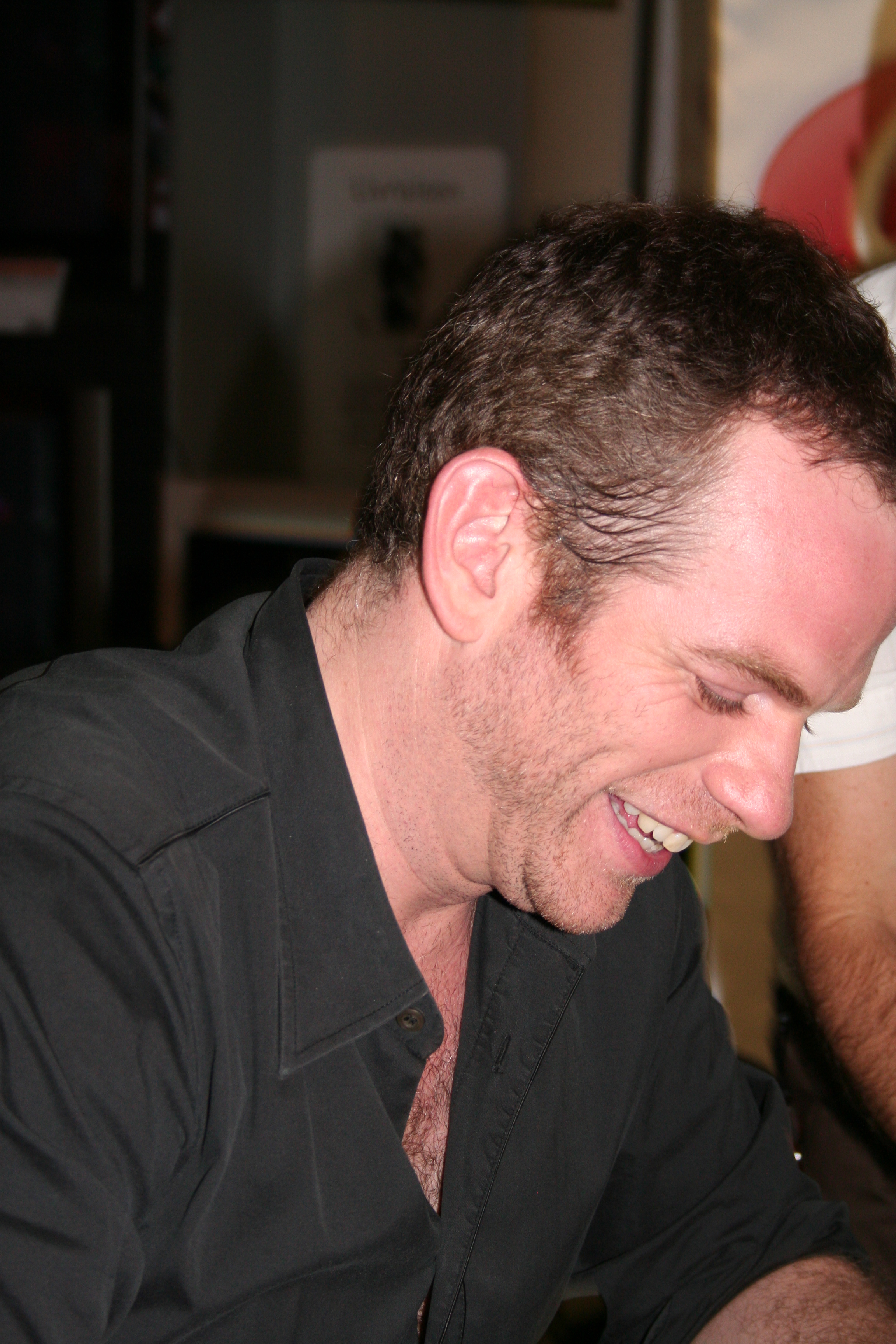